# Лавож
Лавож — река в России, протекает в Республике Карелия. Устье реки находится в 11 км по правому берегу реки Нива. Длина реки составляет 14 км. 
Высота истока — 122,8 м над уровнем моря. К бассейну Лавожа относятся озёра Большой Бурмус и Длинное.

## Данные водного реестра
По данным государственного водного реестра России относится к Баренцево-Беломорскому бассейновому округу, водохозяйственный участок реки — Кемь от Юшкозерского гидроузла до Кривопорожского гидроузла. Речной бассейн реки — бассейны рек Кольского полуострова и Карелии, впадает в Белое море.
Код объекта в государственном водном реестре — 02020000912102000004270.